# Pałac Plenipotenta w Zwierzyńcu
Pałac Plenipotenta w Zwierzyńcu (Plenipotentówka) – zabytkowa willa zarządców (plenipotentów) Ordynacji Zamojskiej w Zwierzyńcu, w powiecie zamojskim, w województwie lubelskim. Wybudowana w stylu szwajcarskim w latach 1880-1890 za XIV Ordynata Tomasza Franciszka Zamoyskiego. Zespół pałacu znajduje się w rejestrze zabytków, gdzie został wpisany pod numerem A/1292 z dniem 31.03.1977.

## Historia
W 1812 roku siedziba Ordynacji Zamojskiej została przeniesiona do Zwierzyńca. Pomimo trudnych czasów, Stanisław Kostka Zamoyski aktywnie rozwijał swoje dobra – zakładał nowe wsie i folwarki, usprawniał gospodarkę leśną oraz inwestował w przemysł, m.in. browary, gorzelnie, tartaki i inne zakłady produkcyjne. Wraz z rozwojem administracji pojawiła się potrzeba budowy mieszkań dla urzędników. Część z nich ulokowano w pałacowych zabudowaniach, a resztę w nowych domach, głównie po lewej stronie Wieprza oraz w Rudzie. Jednym z ważnych obiektów mieszkaniowych był tzw. Pałac Plenipotenta, wybudowany w latach 1880–1885 z inicjatywy Ottona Kubickiego. Zespół obejmował willę oraz liczne budynki gospodarcze (wozownia, domek stróża i budynki dla zwierząt) i był stopniowo rozbudowywany do 1908 roku. Według źródła, końcowego odbioru w 1891 roku dokonał Tomasz Franciszek Zamoyski. W 1905 zbudowano lodownię, rok później nowy płot, a w 1908 cieplarnię. 
W czasie II wojny światowej willę przebudowano, a po wojnie służyła jako ośrodek zdrowia. Remont zespołu w latach 1980-1990 wykonały Pracownie Konserwacji Zabytków, oddział w Zamościu. Obecnie w budynku swoją siedzibę ma dyrekcja Roztoczańskiego Parku Narodowego.

## Architektura
Zespół willowy z Pałacem Plenipotenta położony jest w południowej części Zwierzyńca, na wzniesieniu u podnóża Bukowej Góry, przy ulicy Plażowej. Do rezydencji prowadzi brukowany podjazd przez zadaszoną, drewnianą bramę. Otoczenie stanowi leśny drzewostan, który łączy się z Roztoczańskim Parkiem Narodowym.
Budynek na podmurówce, murowany, piętrowy z poddaszem. Ściany piętra i skrzydeł stawiane w konstrukcji ryglowej. Większość ścian osłaniają ozdobne deskowania. Zdobiony snycerką.
W skład zespołu wchodzi ponadto stajnia z 1885, studnia drewniana z 1885 oraz ogród. Teren jest opłotowany z ozdobną drewnianą bramą wjazdową, na której znajduje się napis Roztoczański Park Narodowy oraz tablica informacyjna o obiekcie.

## Galeria

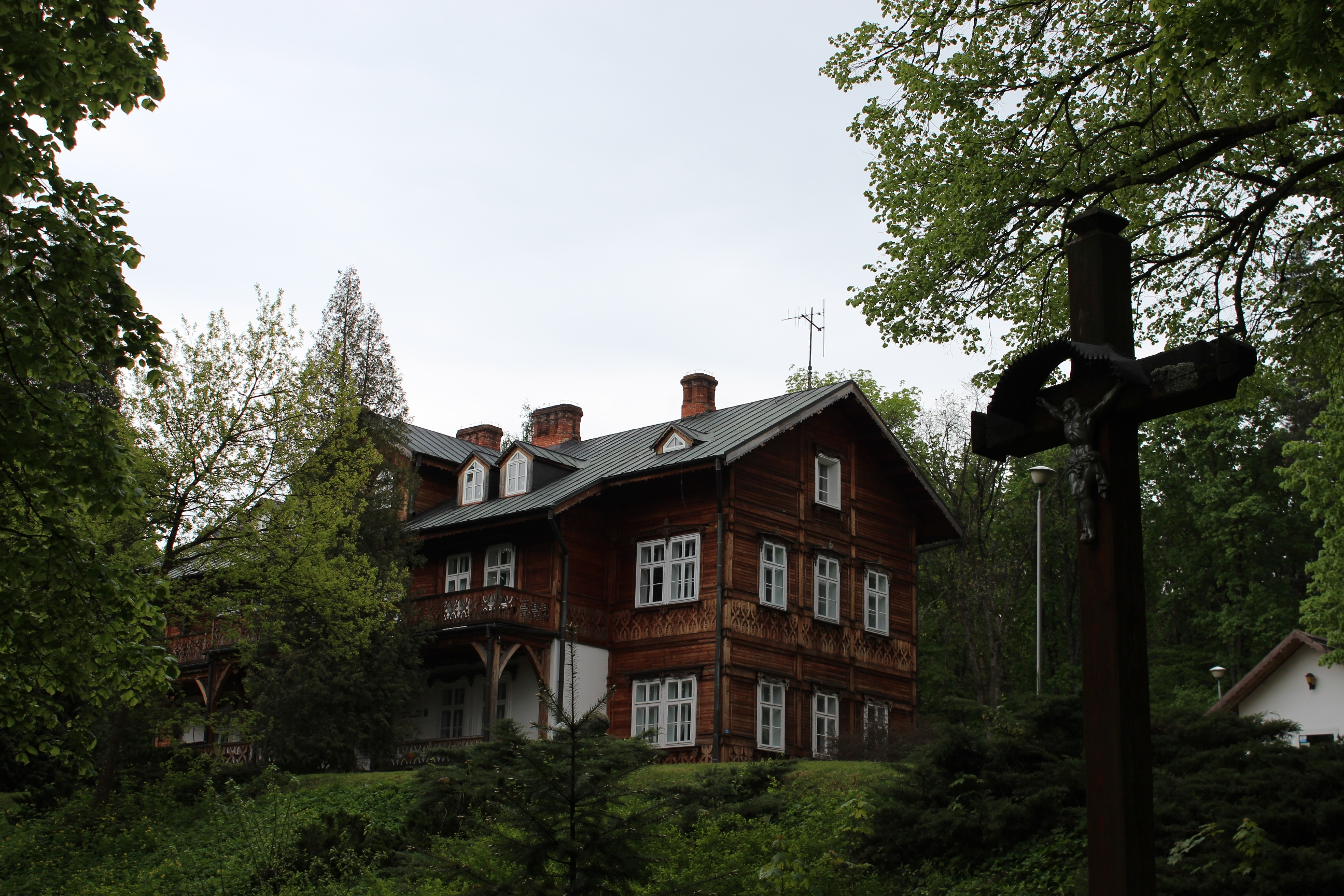
Budynek wraz z otoczeniem
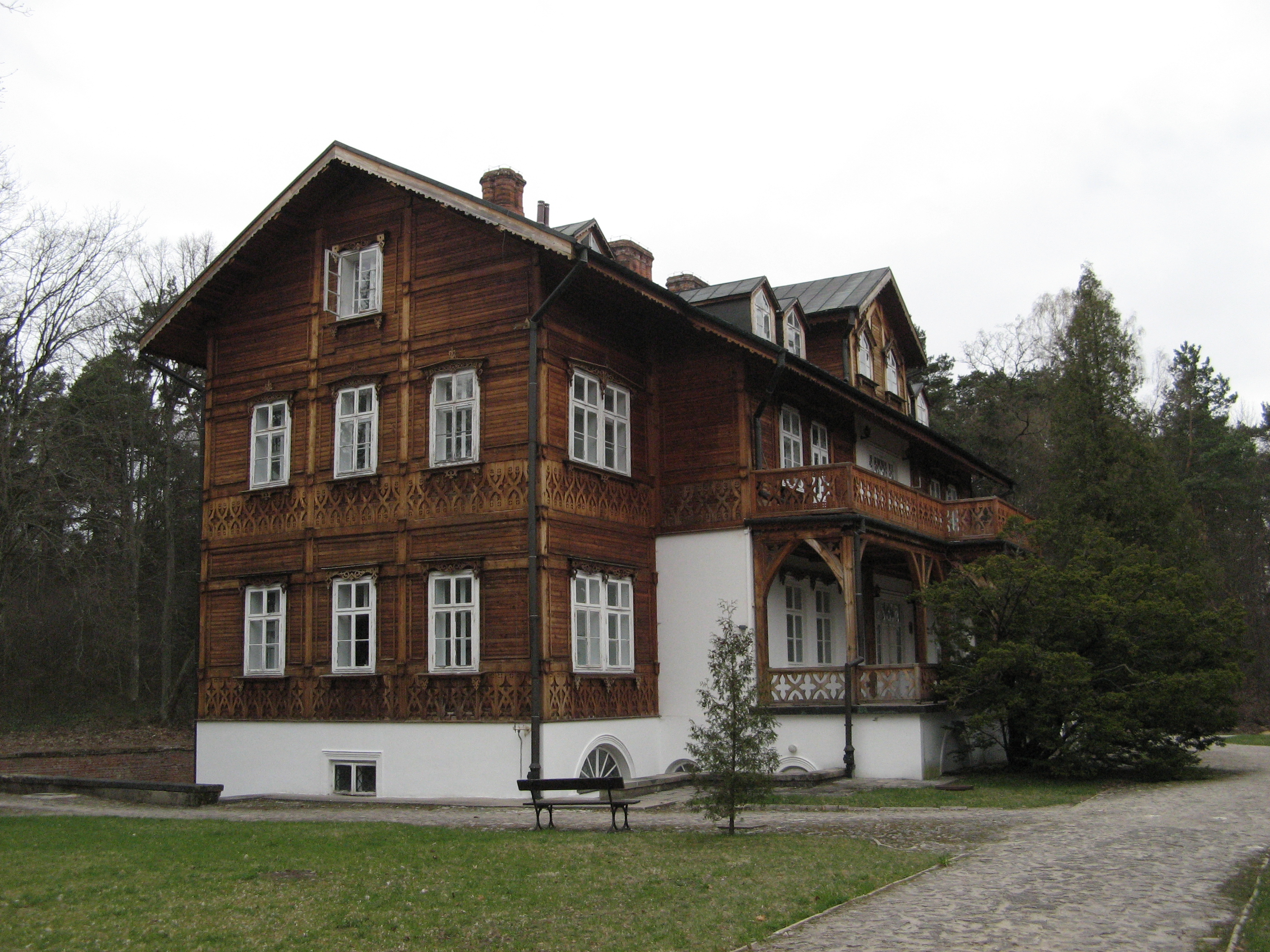
Budynek z widoczną werandą i balkonem
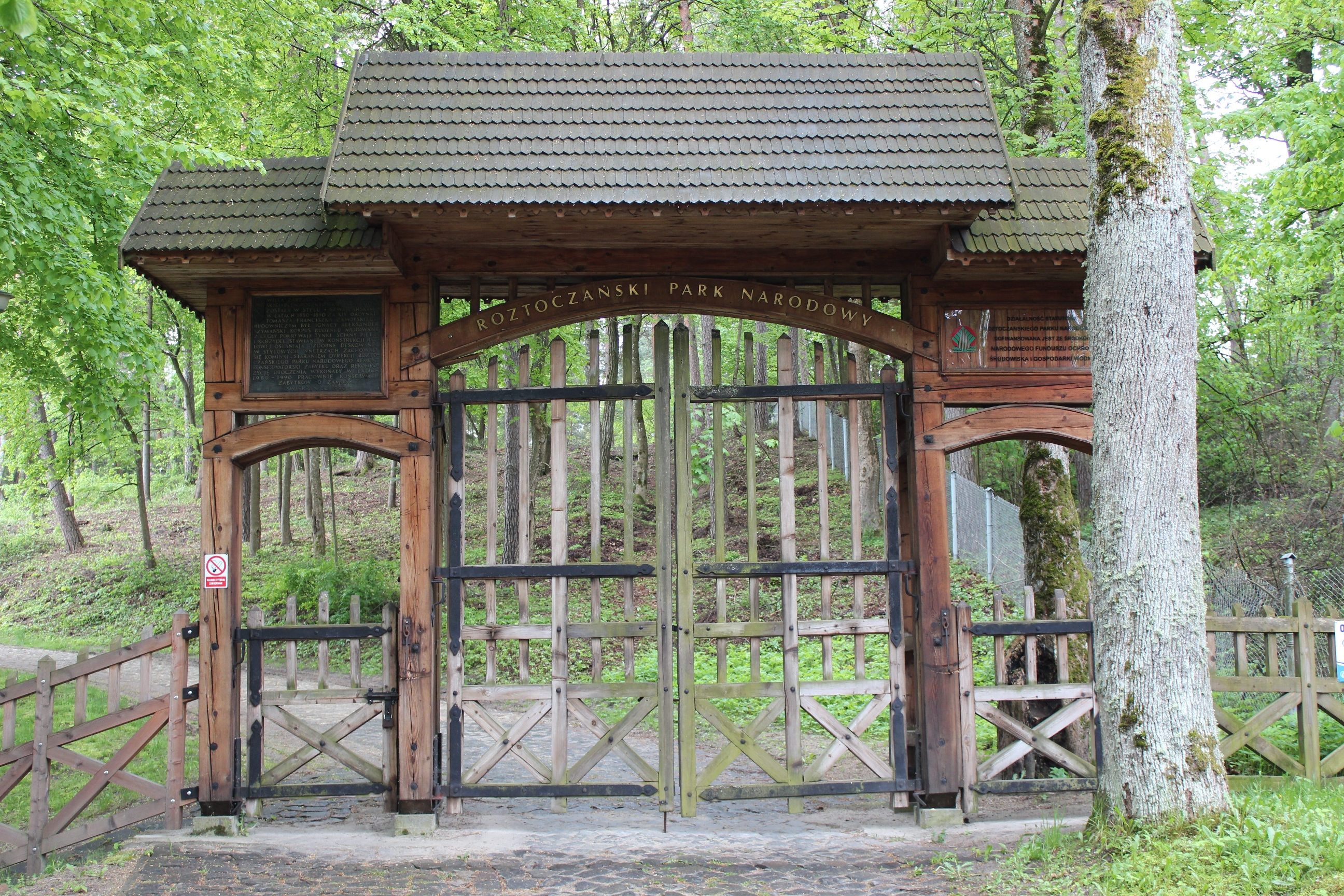
Brama do kompleksu
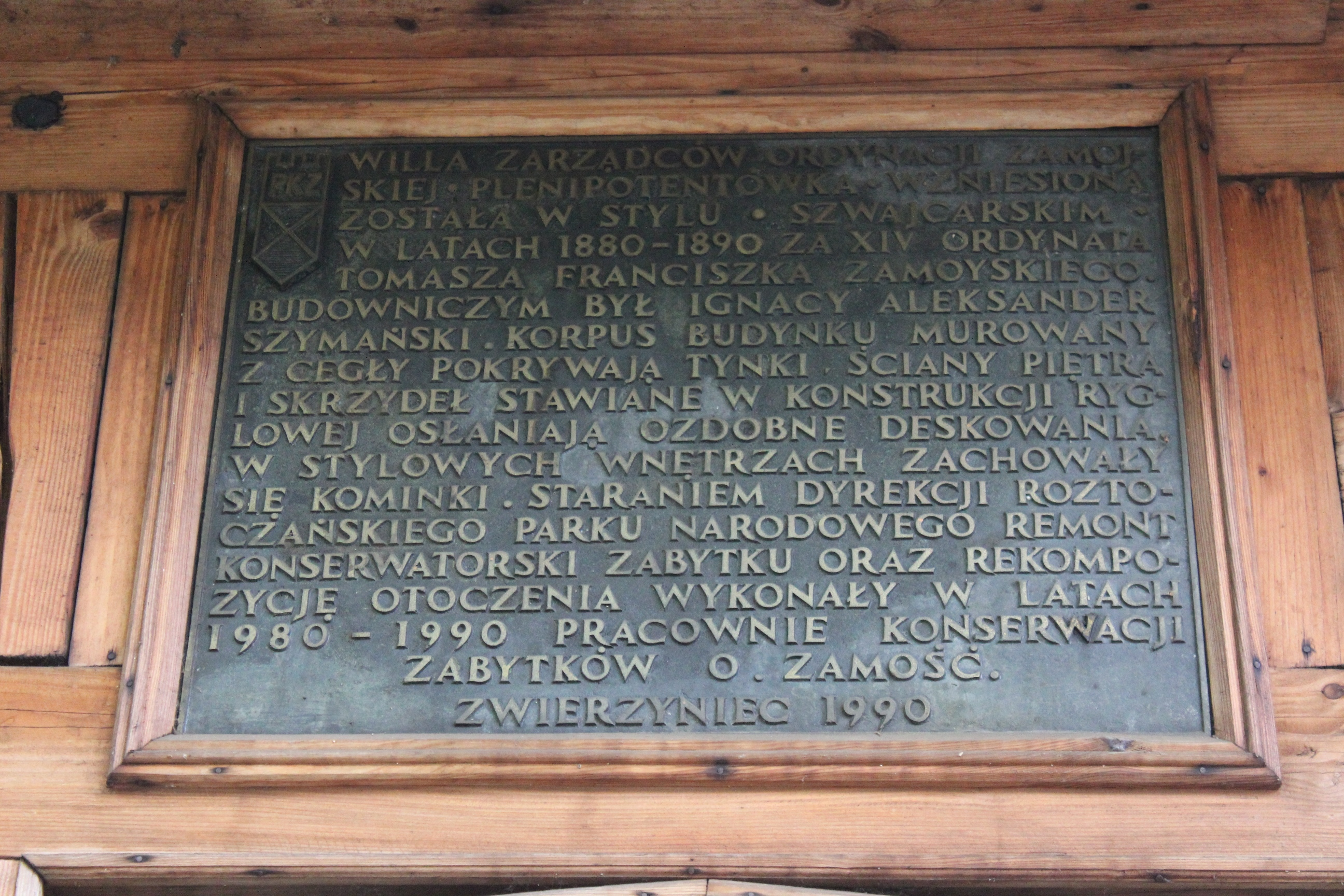
Tablica informacyjna na bramie